# Związek Filistrów Arkonii
Związek Filistrów Arkonii – stowarzyszenie zrzeszające filistrów Korporacji Akademickiej Arkonia założone oficjalnie w październiku 1908 roku w Warszawie.
Działania typowe dla stowarzyszenia, tj. organizację łączności koleżeńskiej, zjazdów, pomocy moralnej i materialnej członkom stowarzyszenia, ich rodzinom jak i istniejącej od 1879 roku Arkonii, koordynował początkowo Wydział Filisterski w Rydze, w którego skład wchodzili przedstawiciele filistrów i studenckiej Arkonii. Zbliżoną rolę odgrywały także podobne wydziały, choć złożone już z samych filistrów, działające w innych miastach zaboru rosyjskiego np. w Warszawie, Łodzi, Wilnie i Kijowie. Od października 1908 roku funkcje te przejęło Stowarzyszenie Filistrów Arkonii, przemianowane w maju 1920 roku na Związek Filistrów Arkonii, z siedzibą w Warszawie.
Od 1940 roku losy Związku toczyły się dwutorowo. Działał w okupowanym Kraju i na emigracji, głównie w Londynie, gdzie w 1947 roku oficjalnie zawiązane zostaje Koła Filistrów Arkonii na Obczyźnie. Po II wojnie światowej, w okresie PRL członkowie Związku przebywający w kraju spotykali się potajemnie. Gromadzono pamiątki, starano się pomagać prześladowanym członkom i ich rodzinom. W 1959 roku zorganizowano obchody 80-lecia Arkonii, w wyniku których wielu z członków otrzymało wezwanie do stawienia się w prokuraturze. Części z nich przedstawiono zarzut dążenia do utworzenia nielegalnej organizacji pod nazwą „Arkonia” i współdziałania w uaktywnieniu jej działalności. W 1969 roku, z okazji 90-lecia Arkonii ufundowano w kościele św. Marcina w Warszawie tablicę pamiątkową ku czci poległych i pomordowanych członków korporacji. Rok 1979 stał pod znakiem przygotowań do uroczystości 100. rocznicy założenia Korporacji Akademickiej Arkonia, które zorganizowano zarówno w Londynie jak i w Warszawie. Wspólnym wysiłkiem obu części Związku wydano również jubileuszową Księgę Pamiątkową. Od 1979 roku działania koleżeńskie uległy intensyfikacji, a doroczne spotkania w Kraju odbywały się bardziej jawnie. W 1988 roku tablicę „Ku pamięci Naszych Braci pomordowanych na Wschodzie” umieszczono na kościele św. Karola Boromeusza na warszawskich Powązkach.
W 1990 roku za sprawą dokonujących się zmian ustrojowych możliwe było doprowadzenie do scalenia obu części Związku i już dwa lata później powrotu Korporacji Akademickiej Arkonia na warszawskie uczelnie wyższe. W roku akademickim 2008/2009 Związek Filistrów Arkonii święcił wspólnie ze stowarzyszeniem studenckim 100-lecie istnienia oraz 130. rocznicę założenia Korporacji Akademickiej Arkonia.
Prezesami Stowarzyszenia byli m.in.:
- Jan Gebethner
- Adolf Inatowicz-Łubiański w 1933
- Edmund Jan Langner w 1934[1]
- Władysław Malinowski (1868–1943) w okresie międzywojennym
- Jan Pogorzelski w latach 1938–1943[2]
- Eugeniusz Wellman od 1943[2]
- Mieczysław Jałowiecki
- Zdzisław Śliwiński